# Art de l'Inde des sultanats

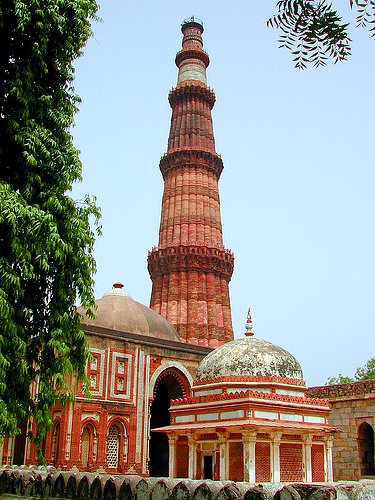
La tour de la victoire de Delhi.

L’art de l'Inde des sultanats est la production artistique réalisée dans les parties islamisées de l’Hindoustan avant la mise en place de l’empire moghol.

## Contexte historique
La première incursion de l'Islam dans le sous-continent indien a lieu en 711-712, et aboutit à l'islamisation partielle du Hind, alors que Sind et Pendjab demeurent aux mains de gouverneurs locaux. Début XIe siècle, les Ghaznévides prennent en partie ces deux régions, et établissent peu après leur capitale à Lahore. Les Ghurides remplacent cette dynastie en 1186, et étendent leur domination sur un grand territoire au nord de l'Inde.

### Sultanat de Delhi
Le sultanat de Delhi est le principal pouvoir de l’Inde, après la disparition des Ghurides. Comme pour les mamelouks d'Égypte, la dynastie des esclaves qui règne à Delhi, est d'origine servile. Fondée par Qûtb ud-Dîn Aibak en 1206, elle prend tout d'abord Lahore comme capitale, mais se rabat sur Delhi après le sac de la ville par les Mongols (1241). Le sultanat renforce les liens avec le reste du monde islamique et développe une importante activité militaire, une des plus importantes à cette époque, en réaction aux invasions mongoles.

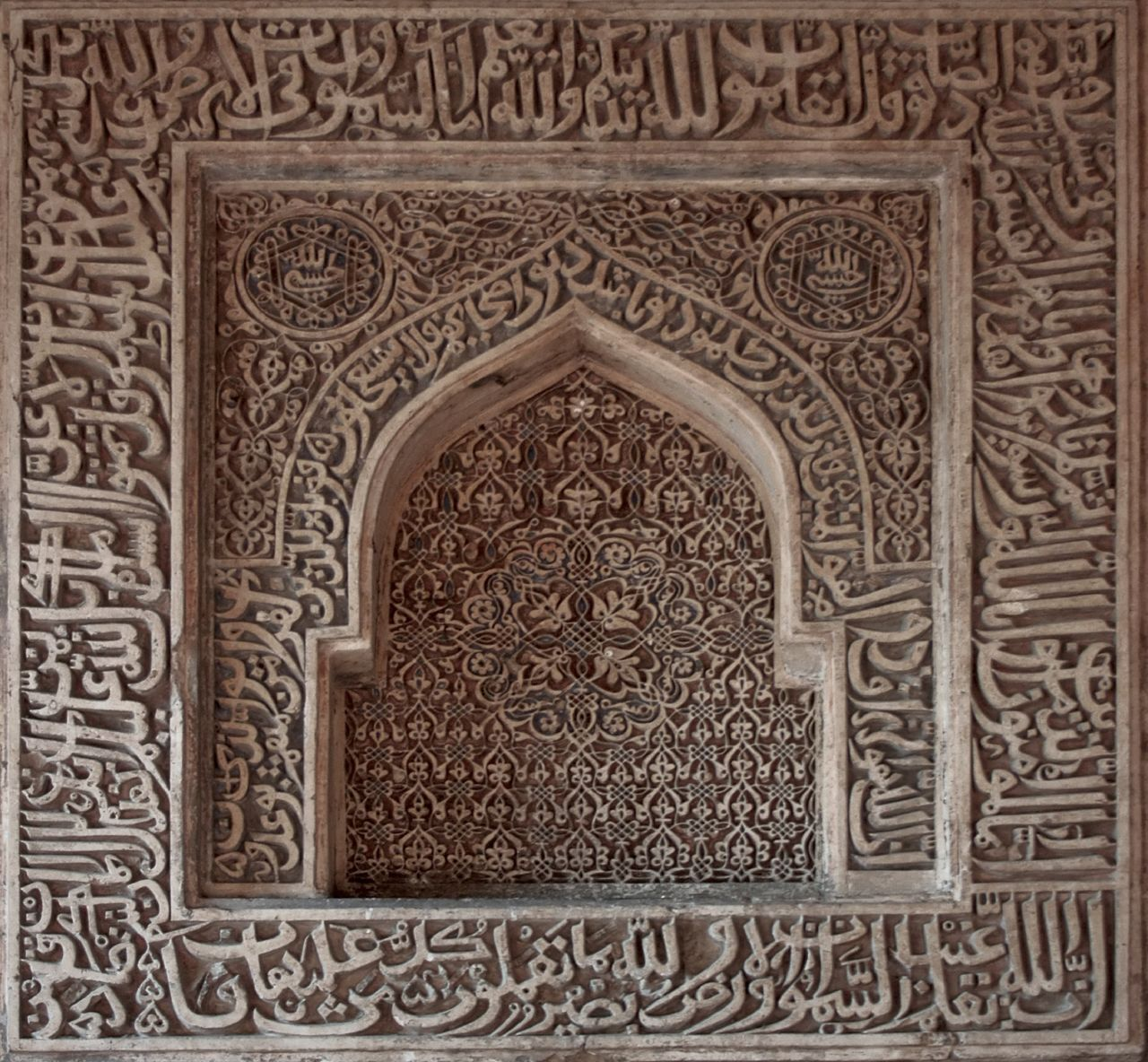
Inscriptions coraniques sur les murs des jardins de Lodhi, Delhi.

En 1290, Jalal al-Din Firuz Shah II fonde la dynastie des Khaldjî. De nombreux Mongols islamisés fuient alors l'Iran et s'installent alors dans la région de Delhi. Cependant, des problèmes de succession apparaissent rapidement, et la capitale est prise par Ghiyath al-Din Tughlûq en 1320. De 1320 à 1414, la dynastie des Tughlûq règne sur le sultanat. Le règne de Mouhammed ibn Tughlûq (r. 1325-1351) marque sans doute l'apogée de la dynastie. Cet érudit, pétri de culture persane, grand scientifique et grand militaire, parvint à repousser les Mongols. Son règne connut cependant une grande famine, et le changement provisoire de capitale pour Daulatabad se solda par un véritable désastre. Après sa disparition, le pouvoir s'affaiblit progressivement, jusqu'à ce qu'un nouvel envahisseur, Tamerlan, mette la ville à sac en 1398.
La dynastie des Sayyîd (1414-1451) exerce un pouvoir limité à la seule ville de Delhi et reconnaît le timuride Chahrokh comme suzerain. En 1451, les Lōdīs, une tribu afghane, reprennent le sultanat, et mènent des campagnes dans le Bihar. Cependant, des révoltes à Jawnpur et dans le Pendjab poussent le sultan Ibrahim à demander de l'aide au Moghol Babur, qui en profite pour conquérir l'Inde et Delhi. À quelque temps de là, en 1540, l'Afghan Sher Shah Suri reprend le pouvoir, en chassant Humâyûn qui trouve alors refuge à la cour safavide. Celui-ci parvient pourtant à récupérer son trône quinze ans plus tard, marquant la fin définitive du sultanat de Delhi.

#### Sultanats indépendants
Le sultanat au Bengale est créé en 1336 pour le sultanat oriental et en 1339 pour le sultanat occidental, les deux parties opérant leur jonction sous Shams al-Din Ilas Shah, en 1345. Plusieurs lignées se succèdent rapidement dans ce lieu très important au point de vue commercial et stratégique. Au XIVe siècle, deux capitales sont utilisées : Gaur et Pandua, mais seule la dernière continue à jouer son rôle au XVe siècle. De 1539 à 1564, une dynastie afghane se trouve au pouvoir, et se sert de la région comme base contre les Moghols, en vain.
À la période des sultanats, se développe une littérature bengalie, la langue vernaculaire, encouragée par un mécénat royal fort. Le commerce est alors très florissant.
Implanté dans le nord du Deccan, le sultanat bahmanide (1347-1527) naît en réaction face au pouvoir tughluqide déclinant. Après avoir réussi la révolte de Daulatabad, Hasan, fondateur de la lignée, transporte sa capitale à Gulbarga, et mène des guerres incessantes contre les royaumes hindous de Warangal (vaincu en 1425) et Vijayanagar (jamais atteint). En 1425 a lieu un nouveau déplacement de la capitale, vers Bîdâr. Les guerres se poursuivent, contre les sultans du Gujarat et du Mâlvâ. La cour bahmanide est un grand centre intellectuel, utilisant une importante administration (mécènes). Un nouveau style architectural, propre à la région, voit le jour sous leur influence.
Après la mort du dernier souverain bahmanide (1527), cinq dynasties fondées par leurs anciens serviteurs — les sultanats du Dekkan, Berar, Bijapur, Ahmadnagar, Bîdâr et Golkonda — tiennent le pouvoir, jusqu'à l'inévitable conquête moghole.
La province du Gujarat est particulièrement riche, mais n'est adjointe que très tard au monde islamique : ce n'est qu'en 1298 qu'Ala al-Din Muhammad Khlij parvient à s'en emparer. Moins d'un siècle après sa conquête, un gouverneur proclame son indépendance (1391). Sa lignée continuera à diriger le sultanat jusqu'à l'invasion moghole, menant des campagnes contre les hindous et annexant le Mâlvâ. Dès le XVIe siècle, une guerre les oppose aux Portugais, qui s'emparent du nord de la province. C'est à cause de cette menace que le sultan en place fait appel au moghol Akbar, qui en profite pour conquérir le sultanat (1573) ; malgré une résistance de la part de Muzaffar III, le royaume tombe définitivement aux mains des Moghols en 1583.
Comme pour le Gujarat, la conquête du Mâlvâ par le sultan de Delhi Ala al-Din Khalij est tardive (1305) et particulièrement sanglante. L'indépendance, proclamée en 1401, entraîne l'utilisation de la cité de Mândû comme capitale, de nombreuses guerres contre les autres sultanats, et un changement de lignée en 1436. Les sultans du Gujarat finissent par annexer le territoire en 1531.

### Commerce
Une grande route de commerce maritime reliant Siraf à Canton utilise l'Inde comme escale, favorisant les échanges entre les mondes islamique et extrême-oriental, et expliquant la présence de céramique chinoise et islamique dans le Sind et dans les îles Maldives. Au XVe siècle, ce sont les sultanats indiens et les Portugais qui prennent le contrôle du commerce maritime.

## Urbanisme

### La ville de Delhi
Le site de Delhi est occupé depuis le Ve siècle av. J.-C., mais subit un abandon entre le IIe et le IXe siècle. La ville servit de capitale entre 1211 et 1853 : elle fut alors un grand centre de culture et d'enseignement, et constitua de refuge au moment des invasions mongoles.
Son urbanisme est dynastique, chaque nouvelle lignée embellissant la ville et y ajoutant des quartiers. Delhi est donc composée de différents centres de pouvoir : les « sept villes ».
Qila Ray Pithora est bâti sous la dynastie muezzi, autour de la petite forteresse de Lalkot. Le quartier contient la mosquée Quwwat al-Islam (1192), la première mosquée connue du Hind.
Siri est construit par le Khalij Ala al-Din Muhammad Shah, au nord de Kila Ray Pithora. Il s'agissait d'une zone de garnison, formant un faubourg de la vieille Delhi, mais elle fut détruite au XVIe siècle.
Tughlaqabad, comme son nom l'indique, est édifié par Tughluq à 8 km à l'est de Kila Ray Pithora, sur un site de 120 ha inhabité. Il s'agit de la plus ancienne "ville" du sultanat bien conservée, fouillée depuis 1990. Entourée d'un mur, sur un modèle islamique, elle comprenait à l'est une citadelle, au sud le palais du sultan et une grande mosquée. En face, sur un lac artificiel, se tenaient le tombeau et la madrasa de Ghiyath al-Din Tughluq. Cette ville fut la source d'inspiration d'Ahmedabad et de Beidan.
Le fort d’Adilabad (appelé aussi Jahanpanah) est érigé vers 1325, par Muhammad ibn Tughluq. Sa chaussée fait barrage aux eaux du lac.
La nouvelle ville de Jahanpanah est contemporaine d'Adilabad, et fait la jonction entre Kila Ray Pithora et Siri. Son enceinte enveloppe les faubourgs déjà existants de Klia Ray Pithora.
Firuzabad est édifiée par Firuz Shah Tughulq au nord-est de Delhi, cette ville fut recouverte à la période moghole, mais sa citadelle, le Firuz Shah Kotla, subsiste : il s'agit d'un grand monument pyramidal, avec une « colonne d'Ashoka » considérée par la plupart des sources historiques comme un minaret.
Après un abandon temporaire en 1398-99, Delhi est un peu négligée : ni les Sayyides, ni les Lōdīs n'y construisent. Il faut attendre 1523 pour qu'Humayun initie un nouveau programme de construction, en y édifiant une citadelle.

### Autres villes dépendant du sultanat de Delhi
Construite en 1327 pour devenir la nouvelle capitale du sultanat, la ville de Daulatabad est située à un endroit stratégique, au nord du Deccan. Cherchant à y établir une élite musulmane, les Tughluqides y déportèrent des habitants de Delhi en 1329 ; cependant, les raids mongols firent avorter cet essai de nouvelle capitale, et obligèrent les sultans à retourner dans l'ancienne. La cité, dominée par un grand fort, connut un renouveau sous les Bahmanides.
Agra est une forteresse, édifiée au XIIIe siècle sur les rives de la Yamuna, en Uttar Pradesh. Elle fut tout d'abord gouvernée par des chefs Rajput pour le compte des sultans de Delhi, puis le Lōdī Nizam Khan Sikandar y transféra sa capitale. Située à un emplacement stratégique, sur les routes menant au Mâlvâ et au Gange, Agra devint rapidement un grand centre intellectuel et marchand, disposant en permanence de troupes armées. Après sa prise par Babur en 1526, elle devint l'une des plus grandes capitale mogholes.

### Villes du sultanat Bahmanide
Les capitales des Bahmanides sont Gulbarga (ou Arslanabad) et surtout Bîdâr (ou Muhammadabad) édifiée par des architectes persans et turcs, ville composée d'une forteresse incluant un ancien fort hindou et d'un fortification reconstruite plusieurs fois. On peut remarquer les tigres sculptés sur la façade du fort, caractéristiques des forts du Deccan.

### Villes des sultans du Gujarat

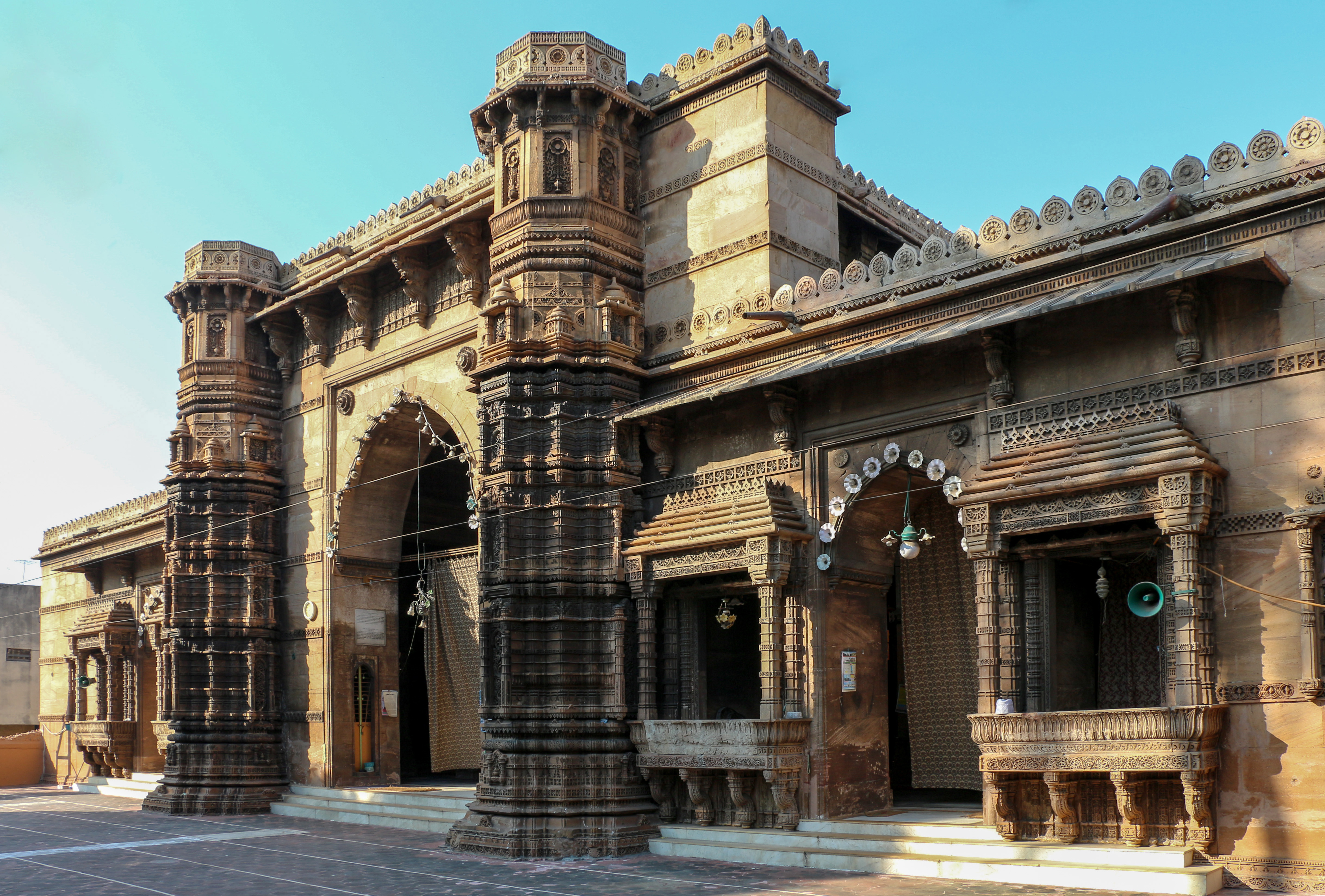
Mosquée de Rani Rupavati à Ahmedabad.

Comme les Bahmanides, les sultans du Gujarat utilisent deux capitales.
Ahmedabad est construite par Ahmad Ier en 1411, cette ville fortifiée de murs et de tours se situe sur la rive du Serbamathi. Elle contient de nombreux monuments, dont une citadelle devant laquelle s'étale un maydan, une grande place, et un important atelier monétaire. Ses constructions sont réalisées en pierre, avec un décor sculpté foisonnant sur les contreforts, un trait typique du Gujarat.
Actuellement ruinée, Mahmudabad (Champaner) servit de capitale entre 1484 et 1536. Il s'agissait d'une ville fortifiée, contenant un nouvel atelier monétaire et un palais de sept étages. L'influence de Ahmadabad est particulièrement sensible dans la mosquée Sahan Wali (1523), qui reprend le même modèle.

### Villes des sultans du Mâlvâ

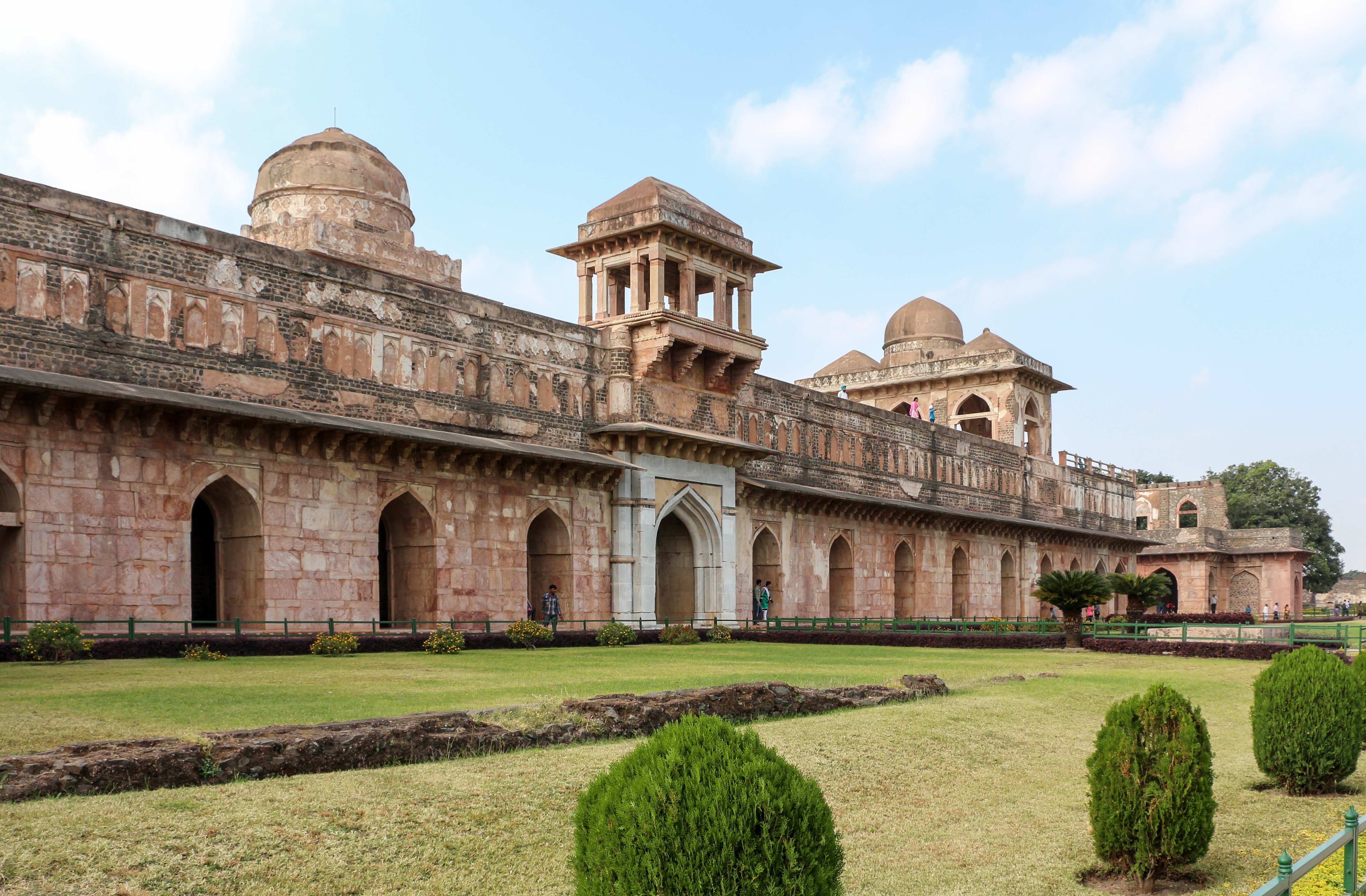
Le Jahaz Mahal à Mândû.

De 1401 à 1434, les sultans du Mâlvâ utilisèrent Dhar comme capitale, avant de transférer le centre du pouvoir à Mandu.
Mândû, ou Shadiabad, abritait une forteresse construite sur un très haut plateau dominant la chaîne de montagnes Vindhya. Le site était occupé depuis le Xe siècle, mais de grands bâtiments furent édifiés sous Alp khan Hushang, grâce à des spolia de temples. Restauration des fortifications, portes, grande mosquée, palais et pavillons furent édifiés à cette période. Le plus important palais était le Jahaz Mahal : construit en grès rouge entre deux lacs, il mesurait 115 m de longueur.

## Architecture

### Généralités
Plusieurs traits caractérisent l'architecture de l'Inde des sultanats :
- Utilisation le plus souvent de la pierre comme matériau. La pierre était déjà le matériau traditionnel employé dans les temples hindus et jaïns, c'est pourquoi on note de fréquents remplois de colonnes, de soubassement notamment. À partir du XIVe siècle, l'usage du grès rouge et du marbre blanc se généralise.
- Adoption et adaptation de techniques indiennes
- Importante influence persane dans les formes (pishtak, iwan)
- Traduction de formes de briques dans la pierre et utilisation de terrasses
- Sobriété du décor, qui met en valeur les matériaux et les lignes architecturales.

L'architecture dans l'Inde des sultanats emprunte donc à la fois au monde islamique et au monde indien pré-islamique. Le style varie néanmoins beaucoup, en fonction des régions et des époques.

### Sous le sultanat de Delhi

#### Mosquées
Les mosquées constituent les monuments principaux en Inde islamique, et les plus anciens bâtis dans le Hind.

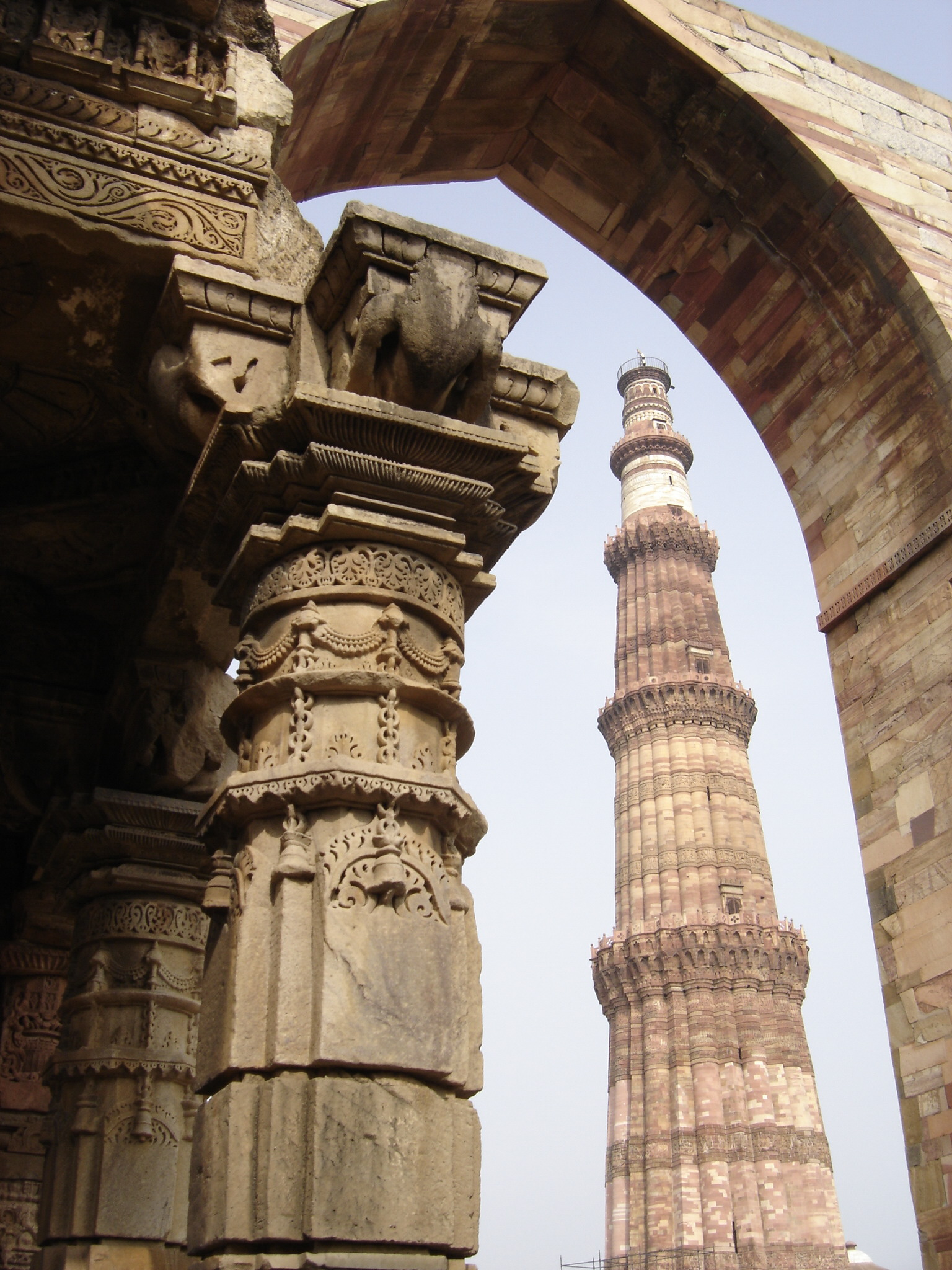
Mosquée Quwwat al-Islam, Qûtb Minâr.

À Delhi, la mosquée Quwwat al-Islam (en), construite en 1192 par Kutub al-Din Aybak est la première mosquée du Hind. Édifiée sur les restes d'un temple hindou, elle emploie des matériaux provenant de vingt-sept temples dédiés à cette religion, symbolisant ainsi la conquête. Son plan se divise en une grande cour (65 × 45 m), entourée d'une colonnade, séparée de la salle de prière à cinq nefs et cinq coupoles par une façade écran. Cette dernière supporte un important programme épigraphique (hadîths) en kufique, qui, selon les travaux de Welsh, a été réalisé en deux étapes. Le qutub minar est un minaret, édifié par Aybak dans la cour et décoré de corniches de muqarnas et d'inscriptions.
Sous Iletmish, des extensions eurent lieu : la surface de la colonnade tripla, le qutub minar passa de un à trois niveaux, atteignant sa hauteur actuelle (70 m), et le tombeau du sultan fut adjoint au bâtiment vers 1299. Il s'agit du premier édifice qui utilise l'association entre marbre blanc et grès rouge. De plan carré sous coupole, il est couvert d'inscriptions coraniques, ouvert par trois portails et renferme trois mihrab.
Ala al-Din Khalij avait envisagé une nouvelle extension, qui fut stoppé par sa mort. Le premier niveau d'une seconde tour et une grande porte, au nord (1311), sont les seuls témoins de cette volonté.
La ville d'Ajmer, située au Rajasthan, à 350 km de Delhi, était une cité vaste, très importante pour le pouvoir Muezzi. Sa mosquée Arhai-Din-Ka-Jhompra est datée de 1199-1200, sur le minaret et le dôme. Son plan, carré, est ceint d'un mur comportant quatre tours d'angle. Il se décompose en une grande cour entourée d'un portique hypostyle surmonté de coupoles en encorbellement, et en une salle de prière étroite. Cette dernière est séparée de la cour par sept arcs en encorbellement.
Comme dans la Quwwat al-Islam, les colonnes employées appartenaient auparavant à des temples hindous ; cependant, les proportions semblent moins massives, car ce sont trois fûts qui sont superposés, au lieu de deux à Delhi. Le décor est végétal et épigraphique (pishtak). Les inscriptions, en nashki, thuluth et kufique, reprennent les mêmes passages du Coran qu'à la Quwwat al-Islam.

#### Tombeaux
Le quartier de Nizam al-Din Awliya (1238-1325) est le premier quartier des tombeaux, à Delhi, et le centre du pèlerinage de ce personnage saint. Ceint de murs, il comporte une porte d'entrée datant de 1378-79. Au nord, le mausolée de Nizam al-Din, et plus au nord encore, un badi, c'est-à-dire un bassin citerne, une mosquée et des tombeaux moghols. Le badi, qui date de 1303-1304, mesure 20 m de profondeur. Il permettait de puiser de l'eau et d'effectuer des ablutions. Ce type de structure, avec des marches sur le côté, naît en Inde avec l'arrivée de l'Islam.
À Multan, au Pendjab, se trouve un immense tombeau Tughluqide (1320), appartenant à Rukn-e Alam, un saint soufi. De plan octogonal, son premier niveau est taluté, et le deuxième, d'un diamètre inférieur, surmonté d'une coupole. Il comporte un mihrab en bois. Comme toujours au Penjab et dans le Sind, l'architecture est en brique cuite et en bois, avec un décor couvrant de céramique et de brique sculptée.
Sur une île fortifiée du lac artificiel de Delhi, en 1325, est également construit un tombeau pour le souverain Ghiyat al-Din Tughluq. En marbre blanc et grès rouge, il est de plan carré avec des murs talutés. Sa haute coupole, qui préfigure les dômes moghols, est soutenue par un très petit tambour octogonal. Le décor, plus sobre qu'au XIIIe siècle, ne comporte pas d'épigraphie.

#### Complexes
À Delhi, au nord ouest de Jahanpanah, se trouve le tombeau-madrasa de Firuz Shah Tughluq, qui longe un grand réservoir. La madrasa est divisée en deux grandes structures à double niveau (cellules au rez-de-chaussée, salles d'enseignement au premier étage), comportant des salles hypostyles. Le tombeau, de plan carré, se situe entre ces deux ailes. Il mesure 13 m de côté, est couvert par une coupole sur trompes et renferme un mihrab en stuc, sculpté et peint. Le complexe comprend également d'autres tombeaux et des pavillons.

### Sous les sultans du Bengale
Dans le sultanat du Bengale, l'architecture est principalement en briques, bien que des pierres, de remploi ou non, aient pu être utilisées. On remarquera surtout la mosquée Adina, édifiée à Hazrat Pandua (Pandua). Datée de 1374-1375, elle est construite en brique cuites sur un soubassement de pierre. Son plan comprend une salle de prière à cinq nefs sous coupoles, dans laquelle est incluse une maqsura à trois mihrab. Un grand pishtak ouvre depuis la cour vers le mihrab principal. Le tombeau de Sikhandar Shah (r. 1358-90) est également contenu dans la mosquée.

### Sous le sultanat Bahmanide
La grande mosquée de Gulbarga fut édifiée par Muhammad Shah Bahmani I en 1367. De plan rectangulaire, elle est édifiée sur une terrasse accessible par cinq escaliers. La cour n'est pas à ciel ouvert, mais couverte par de multiples petites coupoles, et entourée d'un riwak. Les arcades à l'intérieur sont supportées par des colonnes basses, mais très larges, et forment une accolade. Les trois murs non orientés vers la qibla sont ouverts, pour apporter de la lumière.
La mosquée de Bîdâr, dans le Deccan, est le plus ancien monument de la ville (1423-24), érigé avant même que la capitale n'y soit transférée. Située à l'intérieur du fort, elle utilise un plan à quatre iwans, et un dôme supporté par un haut tambour est situé devant le mihrab.

### Sous les sultans du Gujarat

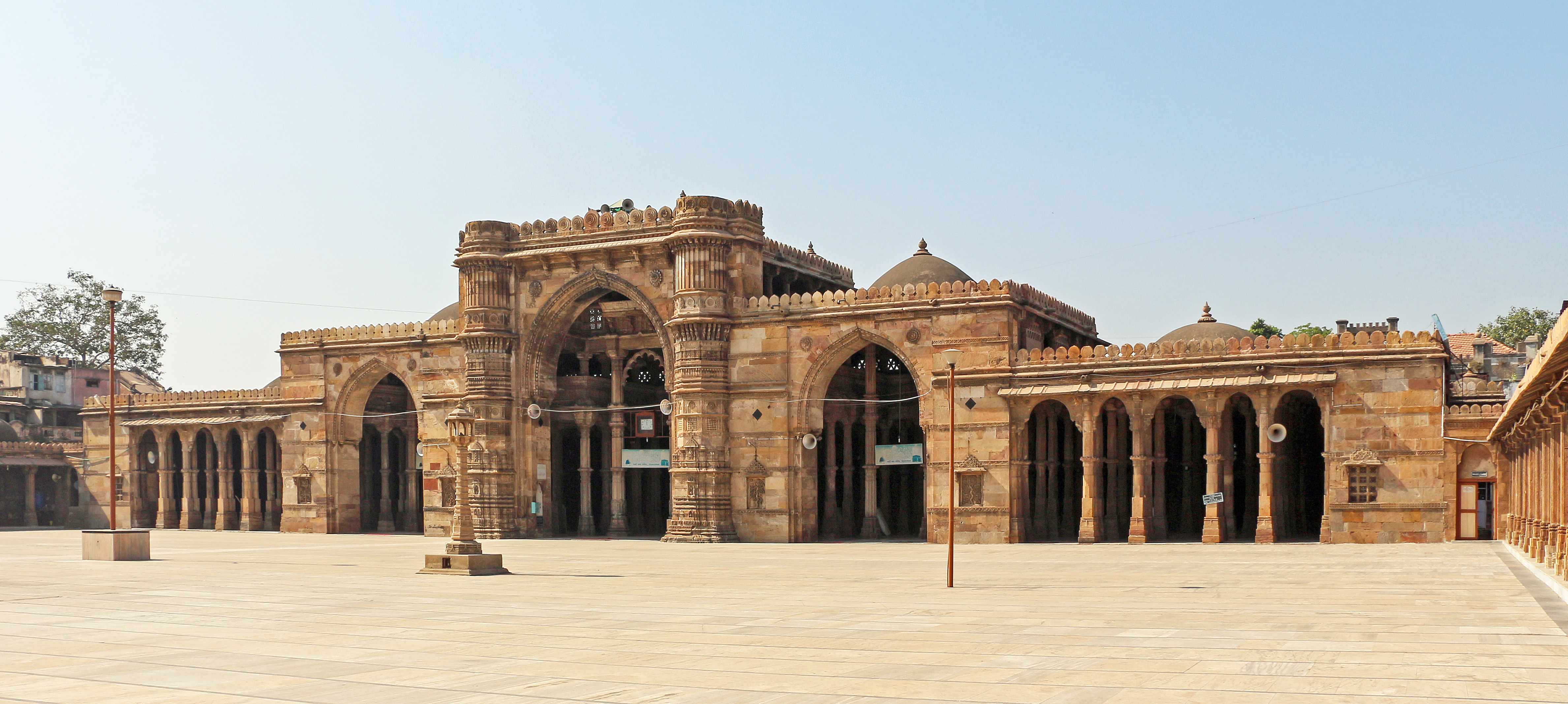
Grande mosquée d'Ahmadabad

On peut citer en particulier la grande mosquée d'Ahmedabad, Jami Masjid, construite en 1423. Elle est composée d'une vaste cour entourée d'un riwak sur trois côtés, la salle de prière étant couverte d'une quinzaine de coupoles. Le riche décor intérieur est composé de sculpture de pierre.
L'architecture du Gujarat se caractérise par un mélange typique d'architecture hindoue et musulmane, comme le complexe de Sarkhej ou les tombes des sultans comme Ahmed Shah Rauza.

## Objets

### Céramique

#### Céramique architecturale
La céramique est utilisée comme décor d'architecture en Inde dès le XIIIe siècle. Les pâtes, tout d'abord argileuses, deviennent siliceuses à partir du XIVe siècle, dans la région de Delhi. Au XVIe siècle, ces pâtes dominent la production. 
Plusieurs formes sont utilisées : carreaux carrés, rectangulaires, en hexagone ou en croix, mais aussi des briques glaçurées. 
Les techniques varient : mosaïque de céramique, monochromes, peintes sous glaçure (à partir du XVe siècle), cuerda seca (au XVIe siècle à Delhi, à Lahore et au Cachemire).
Les premiers exemples de pièces conservées datent du XIVe siècle, et proviennent du nord (Pakistan). Il s'agit de monochromes bleu-vert et blancs. Le XIVe siècle est également la période de plein développement de la céramique architecturale au Penjab. Le tombeau de Rukn-i Alam (1320, Multan) est recouvert de carreaux peints en cobalt, turquoise et blanc. À Daulatabad, où ont eu lieu des fouilles, on a découvert des carreaux à décor peint en bleu et blanc ou en jaune.
Avec le grand développement du sultanat de Delhi, le XVe siècle voit le développement d'une production de carreaux de céramique dans le Deccan, au Bengale et au Cachemire. Les hindous produisent aussi ce décor architectural, nouveau pour eux. Les premiers carreaux à pâte siliceuse connus sont glaçurés de bleu et se trouvent à Delhi. 
 Au Mâlvâ, cinq couleurs sont utilisées à cette période : le blanc, le turquoise, le bleu, le jaune et le vert, comme le prouve par exemple le tombeau de Ala al-Din Bahmani. 
Le Sind et le Penjab, quant à eux, ont une palette plus limitée (bleu et blanc uniquement), et ils utilisent toujours une pâte argileuse. Deux grands centres de production coexistent : Multan et Thatta.

#### Pièce de forme
Les pièces de forme sont plutôt mal connues, car la plupart des niveaux de fouilles de cette période se trouvent sous le niveau de la mer.
Les pâtes utilisées sont argileuses, et recouvertes pour la grande majorité de glaçures monochromes vertes. Les décors, géométriques, sont réalisés à l'engobe blanc ou crème pour le fond, avec des motifs peints en jaunes, vert, brun ou bleu. La quantité de céramique peinte diminue au fil du temps.
Deux sites peuvent nous apporter quelques informations. Au fort d'Adilabad (construit en 1320-1330 mais occupé plus tardivement), deux grands groupes ont émergé : les céramiques glaçurées avec une pâte argileuse de couleur chamois, et des décors floraux bruns et bleus ; et une céramique non glaçurée, toujours avec une pâte chamois. À Baruda (Penjab), les premières glaçures semblent dater de la fin du XIVe siècle. On connaît des monochromes et des peints en noir sous glaçure bleue très proches des productions iraniennes de la même période.

### Métal
Au Sind, on connaît une production d'art du métal dès le IXe siècle, et d'aucuns pensent que les Ghaznavides et les Ghurides produisaient des pièces de métal dans le Sind ou dans l'Hind.
Les métaux que l'on connaît pour la période des sultanats sont moulés en plusieurs parties, et décorés d'incrustations. On connaît trois grands types d'objets : brûle-parfums zoomorphes, aiguières à panse piriforme ou ronde, sur piédouche, et grands flambeaux, comparables au flambeaux Safavides plus tardifs et produits à Lahore.

## Art du livre
Les manuscrits du XIIIe et du XIVe siècle sont extrêmement rares, peut-être en raison du sac de Delhi par Timur (1398-99). L'étude de l'art du livre à la période des sultanats reste donc assez délicate.

### Calligraphie
À la fin du XIVe siècle, un nouveau style calligraphique, dit "écriture de Bihar", voit le jour. Il se caractérise par ses lettres angulaires et ses larges espaces entre les mots. Le premier exemple connu est daté en est un Coran de 1399, œuvre de Mahmud Shāban, conservé aujourd'hui à Genève.

### Manuscrits à peintures
Aux XVe et XVIe siècles, un grand centre de production se trouve au Mâlvâ, à Bangdu. On note dans les productions une forte influence de l'école timuride puis Safavide de Shiraz : échelle monumentale, dessin raide, couleurs vives, etc. On trouve ces traits notamment dans un Kalîla wa Dimna datable vers 1550, conservé au Metropolitan Museum of Art mais réalisé au Gujarat.